# هاورث
هاورث (به انگلیسی: Haworth) یک روستا در بریتانیا است که در یورک‌شر غربی واقع شده‌است. هاورث ۶٬۳۷۹ نفر جمعیت دارد.